# Saint-Ouen-sous-Bailly
Saint-Ouen-sous-Bailly är en kommun i departementet Seine-Maritime i regionen Normandie i norra Frankrike. Kommunen ligger i kantonen Envermeu som tillhör arrondissementet Dieppe. År 2022 hade Saint-Ouen-sous-Bailly 225 invånare.

## Befolkningsutveckling
Antalet invånare i kommunen Saint-Ouen-sous-Bailly
| Referens: INSEE |